# Esben Pretzmann
Esben Pretzmann (født 15. juli 1978 i Kalundborg) er en dansk komiker, skuespiller, tv-personlighed, musiker, instruktør og billedkunstner, der bl.a. er kendt fra satireprogrammet Drengene fra Angora.

## Karriere
Pretzmann voksede op i Dronninglund. Begge forældre var gymnasielærere. Han har medvirket i diverse programmer i Danmarks Radio, blandt andet Børneradio, Chris og chokoladefabrikken, Ruben - drengen der kan tale med ting, Rockerne, Drengene fra Angora, Teatret ved Ringvejen, Trio Van Gogh, Angora By Night, Tæt på Sandheden og Den tid på Ugen og han har lagt stemme til den hypokondriske og depressive skolebibliotekar Morten i julekalender Yallahrup Færgeby og til Jeppe i Osman og Jeppe.
Han har ofte arbejdet sammen med Rune Tolsgaard og Simon Kvamm, bl.a. i Rockerne og Drengene fra Angora. Med Tolsgaard udgav han i 2003 CD'en Svedbanken.
I 2009 samt 2010 medvirkede han i TV 2's ugerevy Live fra Bremen, samt i Specialklassen/Osman og Jeppe på DR Ramasjang; produceret af produktionsselskabet "Made in Valby".
Desuden medvirker han i den svenske tv-julekalender Superhjältejul fra 2009, der blev sendt på SVT 1. 
Sammen med Rune Tolsgaard har han medvirket i reklamefilm for Viasat, hvor de klædt ud som havenisser reklamerede for Viasats produkter. Han har desuden reklameret for Storebælt sammen med Rasmus Bjerg samt Toms chokolade som figuren Jan Krabbe.
I 2012 slog han sig igen sammen med Rune Tolsgaard, og dannede duoen Tolsgaard og Pretzmann, der optrådte til Zulu Comedy Galla samme år. De turnerede i efteråret og i december var de værter for det problemfyldte GAFFA-Prisen 2012 prisshow. De udgav deres debutalbum i foråret 2013 med sange fra deres turne.
Fra 2016 arbejdede han som billedkunstner i Berlin. 
Siden 2021 har han boet på Sjælland og maler fortsat malerier. Derudover har han undervist på Vallekilde Højskole og optrådt i forskellige comedy-sammenhænge, bl.a. Djøf med løgn Talkshow på Bremen Teater. 
I foråret 2024 vikarierede han som studievært i satireprogrammet Tæt På Sandheden på DR.  
I september samme år havde han premiere på satireprogrammet Den tid på Ugen som blev skabt sammen med Jesper Rofelt. 
I juni 2025 debuterede han som vært på radioprogrammet Dialeksikon på R8DIO.  

## Filmografi
| - Chris og chokoladefabrikken - Ruben - drengen der kan tale med ting - Rockerne - Drengene fra Angora (2004) - Teatret ved Ringvejen (2006) - Trio Van Gogh (2007) - Angora By Night (2007) - Superhjältejul (2009) - Aggressiv Amager (2013) - Emma og Julemanden (2015) - Tæt på Sandheden (2024) - Den tid på Ugen (2024) | - Grumme eventyr med Billy og Mandy (2000) - Cykelmyggen og Dansemyggen (2007) - Jungledyret Hugo 3 - fræk, flabet og fri (2007) - Yallahrup Færgeby (2007) - Rejsen til Saturn (2008) - Niko og de flyvende rensdyr (2008) - Æblet & ormen (2009) - Osman og Jeppe (2009-2012) - Olsen-banden på de bonede gulve (2010) - Pandaerne (2011) - Mugge og Super Happy (2025) |